# Heřman II. Bádenský
Heřman II. Bádenský (asi 1060 – 7. října 1130) byl bádenský a veronský markrabě z rodu Zähringů.

## Život
Narodil se asi roku 1060 jako syn Heřmana I. Bádenského a Judity z Backnangu-Sulichgau. V letech 1074–1130 byl veronským markrabětem. Jeho celý titul zněl: Pán z Bádenska, hrabě z Breisgau a markrabě z Verony. 
Na markraběcí stolici nastoupil roku 1074. 
Zasloužil se o přestavbu augustiniánského kláštera v Backnangu, který nechal postavit jeho otec.
Zemřel 7. října 1130. Pohřben je v Augustiniánském klášteře v Backnangu.

## Manželství a potomci
Oženil se s Juditou Hohenberskou. Spolu měli dvě děti:
- Heřman III. Bádenský (1105–1160)
- Judita († 1162), ⚭ Oldřich I. Korutanský